# مرض حيواني المنشأ
المرض حيواني المنشأ أو مرض حيواني المصدر أو مرض مشترك أو ممرض حيواني (بالإنجليزية: zoonosis)‏ هو المرض المعدي الذي يسري في الحالة الطبيعية بين الحيوانات الفقارية البرية أو الأليفة ويمكن أن ينتقل منها إلى الإنسان. ويمكن أن يكون الإنسان المصاب مصدراً لعدوى الناس الآخرين في بعض الأمراض مثل الطاعون، أما في بعضها الآخر فلا ينتقل المرض من الإنسان المصاب، كما في داء البروسيلات.
الأمراض الحديثة الكبرى مثل مرض فيروس إيبولا والسالمونيلا. هي أمراض حيوانية المنشأ. كان فيروس نقص المناعة البشرية عبارة عن مرض حيواني المنشأ ينتقل إلى البشر في أوائل القرن العشرين، على الرغم من أنه قد تحول الآن إلى مرض إنساني منفصل. معظم سلالات الأنفلونزا التي تصيب البشر هي أمراض بشرية، على الرغم من أن العديد من سلالات أنفلونزا الخنازير وأنفلونزا الطيور هي من الأمراض الحيوانية المنشأ؛ هذه الفيروسات في بعض الأحيان تترابط مع السلالات البشرية من الإنفلونزا ويمكن أن تسبب الأوبئة مثل الإنفلونزا الإسبانية عام 1918 أو إنفلونزا الخنازير 2009. العدوى بتينيا سوليم في تونس هي واحدة من الأمراض الاستوائية المهملة التي تثير قلق الصحة العامة والطب البيطري في المناطق الموبوءة. يمكن أن يكون سبب الأمراض الحيوانية المنشأ مجموعة من مسببات الأمراض مثل الفيروسات والبكتيريا والفطريات والطفيليات. من 1,415 مسببات الأمراض المعروفة بإصابة البشر، 61% كانت حيوانية المنشأ. معظم الأمراض البشرية نشأت في الحيوانات. ومع ذلك، فإن الأمراض التي عادة ما تتضمن انتقال العدوى من الحيوان إلى الإنسان، مثل داء الكلب، تعتبر مرضًا مباشرًا.
لدى الأمراض الحيوانية المنشأ طرق انتقال مختلفة. في المرض المباشر ينقل المرض مباشرة من الحيوانات إلى البشر من خلال وسائل الاتصال مثل الهواء (الأنفلونزا) أو من خلال اللدغات واللعاب (داء الكلب). وعلى النقيض من ذلك، يمكن أن يحدث الانتقال أيضًا عن طريق أنواع وسيطة (يشار إليها على أنها ناقل)، والتي تحمل المرض الممرض دون الإصابة. عندما يصيب البشر بالعدوى، يطلق عليه اسم «الأمراض المنقولة بالحيوان» أو الانثروبونات. المصطلح من اليونانية: νον zoon "animal" و νόσος nosos "sickness".

## الأسباب
يمكن أن يحدث انتقال الأمراض الحيوانية في أي سياق يوجد فيه حيوانات (حيوانات أليفة)، أو اقتصادية (زراعية، إلخ)، أو مفترسة (الصيد، أو الذبح، أو استهلاك اللعبة البرية) أو الاتصال مع أو استهلاك الحيوانات غير البشرية، أو المنتجات الحيوانية غير البشرية، أو المشتقات الحيوانية غير البشرية (اللقاحات، وما إلى ذلك).

### تلوث الغذاء أو إمدادات المياه
أهم مسببات الأمراض الحيوانية المصدر التي تسبب الأمراض التي تنقلها الأغذية هي ايشرشيا كولاي وكامبيليباكتر،التكسوبلازما، وكالكيفيريدي، السالمونيلا.
في عام 2006، ركز مؤتمر عُقد في برلين على مسألة تأثيرات العوامل المسببة للأمراض الحيوانية المصدر على سلامة الأغذية، وحث الحكومات على التدخل، والجمهور على توخي اليقظة تجاه مخاطر الإصابة بالأمراض المنقولة عن طريق الغذاء من المزرعة إلى طاولة الطعام.
يمكن ربط العديد من تفشيات الطعام بمسببات الأمراض الحيوانية. يمكن تلوث العديد من أنواع الطعام المختلفة التي لها أصل حيواني غير إنساني. بعض الأطعمة الشائعة المرتبطة بالملوثات الحيوانية المنشأ تشمل البيض، والمأكولات البحرية، واللحوم، ومنتجات الألبان، وحتى بعض الخضروات. ينبغي التعامل مع تفشيات الغذاء في خطط التأهب لمنع انتشار الأمراض على نطاق واسع وللتفشيات بكفاءة وفاعلية.

### الزراعة وتربية المواشي وتربية الحيوانات غير البشرية
يمكن أن يؤدي الاتصال بحيوانات المزرعة إلى مرض في المزارعين أو غيرهم ممن يتلامسون مع حيوانات المزرعة المصابة. يؤثر الغيلر بشكل رئيسي علي أولئك الذين يعملون عن قرب مع الخيول والحمير. يمكن أن يؤدي الاتصال الوثيق مع الماشية إلى الإصابة بالأنثراكس الجلدي، في حين أن الإصابة باستنشاق الجمرة الخبيثة أكثر شيوعًا بين العاملين في المسالخ والمدابغ والصوف. يمكن أن يؤدي الاتصال الوثيق بالأغنام التي ولدت حديثًا إلى الإصابة بالاعتلال الكلاميدي، أو الإجهاض الإنزوي، لدى النساء الحوامل، بالإضافة إلى زيادة خطر الإصابة بحمى كيو Q، وداء المقوسات، والليستريوسيس في الحوامل أو في حالة نقص المناعة. يحدث مرض المشوكات (Echinococcosis) نتيجة للدودة الشريطية التي يمكن أن تنتشر من الأغنام المصابة عن طريق الطعام أو الماء الملوث بالبراز أو الصوف. إنفلونزا الطيور شائعة في الدجاج. وبينما من النادر في البشر، فإن القلق الرئيسي على الصحة العامة هو أن سلالة من أنفلونزا الطيور سوف تترابط مع فيروس إنفلونزا بشرية وتسبب وباء مثل الإنفلونزا الإسبانية عام 1918. الماشية هي مستودع هام من الكريبتوسبوريديوسيس وتؤثر بشكل رئيسي على نقص المناعة.

### هجمات الحيوانات البرية
داء الكلب

### ناقلات الحشرات
- مرض النوم الأفريقي
- التهاب الدماغ الخيلي الشرقي
- التهاب الدماغ الياباني
- التهاب الدماغ الفنزويلي الفنزويلي
- حمى غرب النيل
- التهاب الدماغ الخيلي الغربي
- حمى زيكا

### الحيوانات الأليفة
يمكن للحيوانات الأليفة نقل عدد من الأمراض. يتم تطعيم الكلاب والقطط بشكل روتيني ضد داء الكلب. كما يمكن للحيوانات الأليفة أن تنقل السعفة والجياردية، وهي أمراض مستوطنة في كل من الحيوانات والحيوانات غير البشرية. داء المقوسات هو عدوى شائعة للقطط. في البشر هو مرض خفيف على الرغم من أنه يمكن أن يكون خطرا على النساء الحوامل. الفيلاريا يسببه البعوض المصابة في الثدييات مثل الكلاب والقطط. ويتسبب مرض خدش القط من قبل بارتونيلا هينسيلي وبرتونيلا كوينتانا من براز البراغيث التي تتوطن في مخالب القطط. داء توكسوكاريسيس Toxocariasis هو إصابة البشر بأي نوع من أنواع الدودة المستديرة، بما في ذلك الأنواع الخاصة بالكلب (Toxocara canis) أو القطة (Toxocara cati). يمكن أن ينتشر كريبتوسبوردياسيس Cryptosporidiosis إلى البشر من السحالي الأليفة، مثل أبو بريص الفهد.

### الأماكن العامة
وقد تم تتبع تفشي الأمراض الحيوانية المنشأ لتفاعل الإنسان مع الحيوانات الأخرى في حدائق الحيوانات ومعارض الحيوانات الأليفة وغير ذلك من الأماكن. في عام 2005، أصدرت مراكز السيطرة على الأمراض والوقاية منها (CDC) قائمة محدثة من التوصيات لمنع انتقال الأمراض الحيوانية المنشأ في الأماكن العامة. وتشمل التوصيات، التي وضعت بالتزامن مع الرابطة الوطنية للأطباء البيطريين في الصحة العامة للدولة، المسؤوليات التعليمية لمشغلي الموقع، والحد من الاتصال العام وغير الحيواني بالحيوان، ورعاية الحيوانات غير البشرية وإدارتها.

### الصيد ولحوم الطرائد
- فيروس نقص المناعة البشرية

### انتقال ثانوي
- إيبولا وماربورغ

## العوامل المسببة للأمراض حيوانية المنشأ
- فيروسات
- بكتيريا
- طفيليات (مثلاً الأوالي أو الديدان)
- فطريات
- بريونات